# Alo Marín
Alejandro Marín Ortega (San Fernando; 11 de octubre de 1988), conocido como Alo Marín, es un baloncestista español. Juega de escolta y su actual equipo es el Albacete Basket de Liga Española de Baloncesto Plata en España. Es hermano del también baloncestista, Javier Marín Ortega.

## Trayectoria
Alo Marín se formó como jugador en las categorías inferiores del CB Cimbis. En San Fernando, su localidad natal, dio el salto a liga EBA, donde permaneció cinco temporadas hasta que fichó por el Óbila Basket en LEB Plata. En su estreno ya realizó un buen papel y volvió al CB Morón.
En el conjunto sevillano aprovechó la confianza depositada en él para mejorar su nivel de juego en la competición. Alo Marín promedió 12,4 puntos y 12,2 de valoración en los 29 encuentros que disputó tanto en la liga regular como en la fase de ascenso a LEB Oro.
Pero el nuevo jugador rojinegro se consagró en la categoría durante la temporada 2016-17. El de San Fernando se convirtió en la referencia ofensiva del Aceitunas Fragata Morón y prácticamente todas las jugadas de ataque del conjunto sevillano pasaron por sus manos. En los 27 minutos de media que estuvo sobre el parqué, Alo Marín anotó 13,7 puntos, capturó 3,4 rebotes, repartió 3,4 asistencias y alcanzó los 13,8 de valoración cada fin de semana. Además, el rojinegro firmó grandes porcentajes de tiro, ya que promedió un 52,9% de aciertos en tiros de dos puntos y un 34,7% en triples. Además, el escolta apareció en cuatro quintetos ideales de la jornada en LEB Plata. El nombre de Alo Marín apareció entre los cinco mejores jugadores de las jornadas 9, 14, 23 y 30. En la novena y en la última acabó con 27 créditos de valoración.
En verano de 2017, vuelve a liga LEB Plata para firmar con el Fundación Club Baloncesto Granada, donde conseguiría el ascenso a la LEB Oro.
En el verano de 2018 renueva por el Fundación Club Baloncesto Granada, regresando así a la liga LEB Oro, en el que continuó dos temporadas más.
El 13 de agosto de 2020, firma por el Círculo Gijón de la Liga Española de Baloncesto Plata.
El 25 de julio de 2021, firma por el Grupo Alega Cantabria de la Liga Española de Baloncesto Plata en España.
La temporada 2022/2023, la disputó con el Grupo Alega Cantabria en la Liga Española de Baloncesto Oro en España.
El 3 de julio de 2023, anuncia su salida del club torrelaveguense, para la semana posterior anunciar su fichaje por el Albacete Basket de la Liga Española de Baloncesto Plata en España.

## Equipos
- CB Cimbis. Liga EBA. (2008-2009)
- CB Tartessos. Liga EBA.  (2009-2010)
- CB Cimbis. Liga EBA.  (2010-2012)
- CB Morón. Liga EBA.  (2012-2014)
- Óbila Club de Basket. LEB Plata.  (2014-2015)
- CB Morón. LEB Plata.  (2015-2016)
- Fundación Club Baloncesto Granada. LEB Plata y LEB Oro.  (2016-2020)
- Círculo Gijón. LEB Plata (2020-2021)
- Grupo Alega Cantabria. LEB Plata y LEB Oro. (2021-2023)
- Albacete Basket. LEB Plata. (2023- actualidad)